# D̯
Cette page contient des caractères spéciaux ou non latins. S’ils s’affichent mal (▯, ?, etc.), consultez la page d’aide Unicode.
D̯ (minuscule : d̯), appelée D brève inversée souscrite, est un graphème utilisé dans l’écriture du pokomo. Il s’agit de la lettre D diacritée d'un brève inversée souscrite.

## Représentations informatiques
Le D brève inversée souscrite peut être représenté avec les caractères Unicode suivants :
- décomposé (latin de base, diacritiques) :

| formes    | représentations | chaînes de caractères | points de code | descriptions                                                   |
| --------- | --------------- | --------------------- | -------------- | -------------------------------------------------------------- |
| capitale  | D̯               | D◌̯                    | U+0044 U+032F  | lettre majuscule latine d diacritique brève inversée souscrite |
| minuscule | d̯               | d◌̯                    | U+0064 U+032F  | lettre minuscule latine d diacritique brève inversée souscrite |